# منتخب بوليفيا لكأس ديفيز
منتخب بوليفيا لكأس ديفيز (بالإسبانية: Equipo de Copa Davis de Bolivia)‏ هو ممثل بوليفيا الرسمي في كرة المضرب في كأس ديفيز. تأسس في 1971.